# Josef Šídlo
Josef Šídlo byl český cyklista, který se zúčastnil individuálních a týmových silničních závodů na Letních olympijských hrách 1928.

## Profesní kariéra
Ing. Josef Šídlo byl roku 1928 Mistrem republiky na 50 km na dráze a Mistrem republiky do vrchu, trojnásobným mistrem ve sprintu a držitelem rekordu v jízdě na 1 km s letmým startem v letech 1929 až 1937.
Po skončení závodní kariéry se roku 1941 stal jedním z partnerů při stavbě velodromu na Třebešíně ve Strašnicích.